# 구세군사관대학원대학교
구세군사관대학원대학교(救世軍士官大學院大學校, The Salvation Army Graduate University For Officer Training)는 경기도 과천시에 위치한 대학원대학이다. 영문 약칭으로 GUFOT를 쓴다.
구세군은 성직자를 '사관'(Officer)으로, 평신도는 '병사'(Soldier)로 부르는 군대식 체계로 이루어져 있다. 구세군 교회(Corps)와 군국본영(Territorial Headquarters/THQ)에서 학습하는 후보생(Candidate) 과정을 거쳐 구세군사관학교를 졸업하면 사관이 되어 지역을 떠나 세계 어느 나라에서도 사역할 수 있다.
대한민국에서는 대한제국 말엽인 1910년 2월 15일에 서울 종로구 평동에 성경대학이 문을 열면서 구세군사관학교가 세워졌다. 학교의 명칭은 1912년에 사관학교로 개칭되었다. 사관학교 학생들은 전원이 기숙사에서 함께 생활하며 수업 연한은 2년이다. 2015년부터 대학원대학으로 개편하였다.
서울시 중구 정동 1-23에 1928년 지어진 구세군사관학교의 옛건물이 있다. 건축양식의 특징과 역사성을 인정받아 서울시 문화재로 등록되어 있다.

## 연혁
- 1910년 2월 15일 구세군성경대학 개교
- 1912년 8월 1일 구세군사관학교로 교명 변경
- 1917년 10월 24일 대한민국 성직 양성기관 최초로 여성에게 신학 교육 시작
- 1928년 9월 13일 서울특별시 중구로 교사 이전
- 1942년 3월 6일 신사참배 반대로 폐교
- 1947년 10월 15일 해방 후 재개교
- 1985년 11월 27일 경기도 과천시 현 교사로 이전
- 1986년 1월 31일 각종학교로 개편
- 2014년 10월 2일 구세군사관대학원대학교 설립
- 2015년 2월 28일 구세군사관학교 폐교
- 2015년 3월 1일 구세군사관대학원대학교 개교

## 교육편제
구세군사관대학원대학교는 석사과정만 제공한다.
- 기독교학과(Th.M)
- 목회신학과(M.Div)

## 같이 보기
- 구세군 대한본영
- 윌리엄 부스